# Ponte Alta do Norte
Ponte Alta do Norte là một đô thị thuộc bang Santa Catarina, Brasil. Đô thị này có diện tích 400,972 km², dân số năm 2007 là 3668 người, mật độ 9,1 người/km².